# Décantation
La décantation est l'effet de séparation, sous l'effet de la gravitation, de plusieurs phases non-miscibles dont l'une au moins est liquide ou gazeuse.
On peut ainsi séparer soit plusieurs liquides non-miscibles de densités différentes, soit des solides insolubles en suspension dans un liquide ou un gaz (le principe peut s'appliquer au traitement de l'air : les pots à poussière des hauts fourneaux fonctionnent suivant ce principe).
Le terme de sédimentation est utilisé quand le liquide chargé n’est soumis qu’à l’action de la pesanteur, notamment en milieu naturel.

Schéma après décantation de deux liquides de densité différente. En ouvrant le robinet on récupère le liquide 2 puis le liquide 1.

## Séparation de liquides

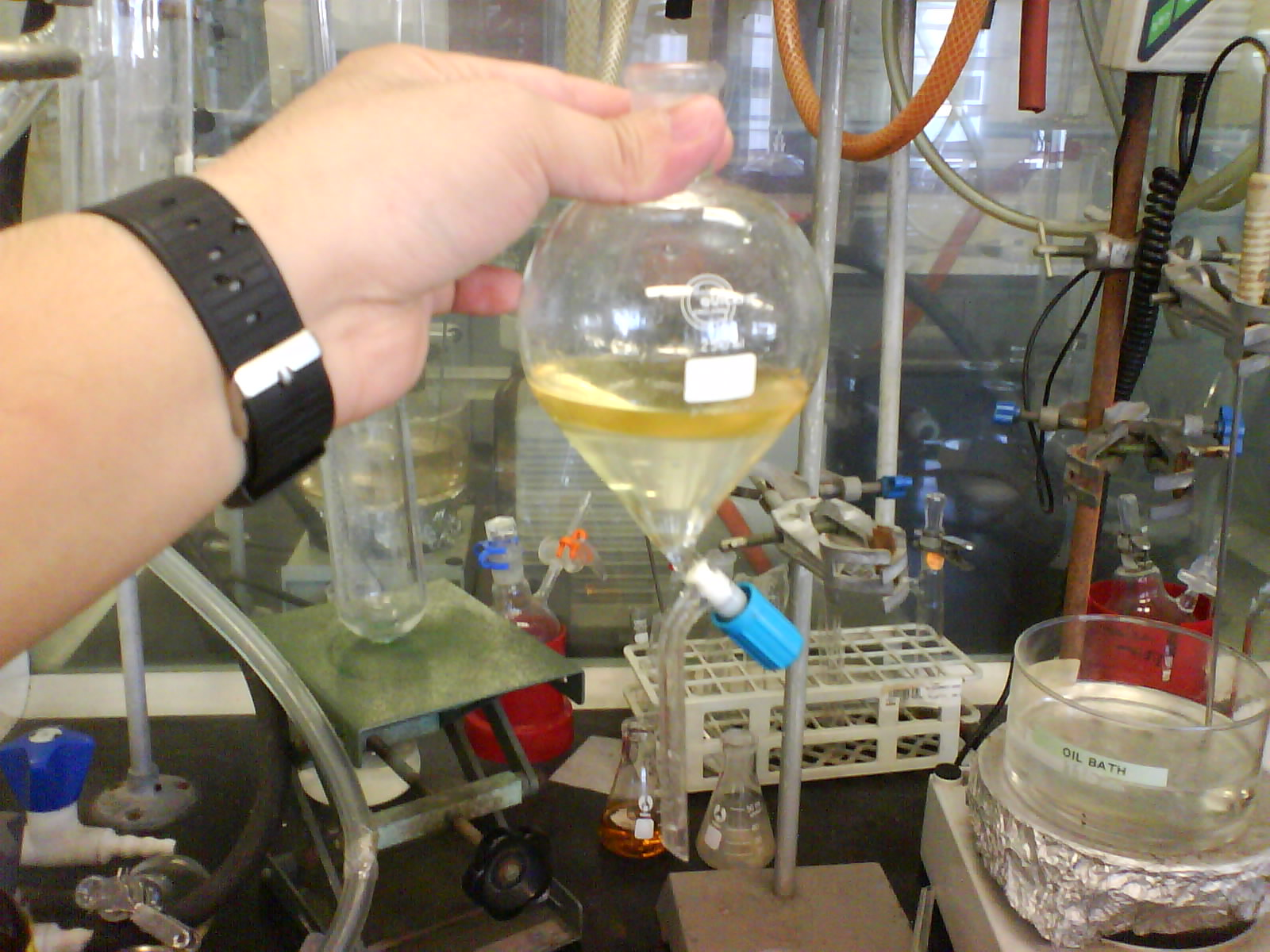
Résultat d'une décantation. Le plus dense en bas et le moins dense en haut.

Lorsque deux liquides ne sont pas miscibles, comme l'huile et l'eau, il suffit de laisser reposer le mélange pour que le liquide le plus dense se place en dessous du liquide le moins dense, et qu'apparaisse une surface de séparation horizontale entre les deux liquides (voir image ci-jointe),.
Dans les laboratoires de chimie ou de biologie on utilise couramment ce procédé lors des extractions liquide-liquide impliquant une phase aqueuse et une phase organique. On utilise alors une ampoule à décanter pour séparer les deux phases,,.

## Décantation de matières solides

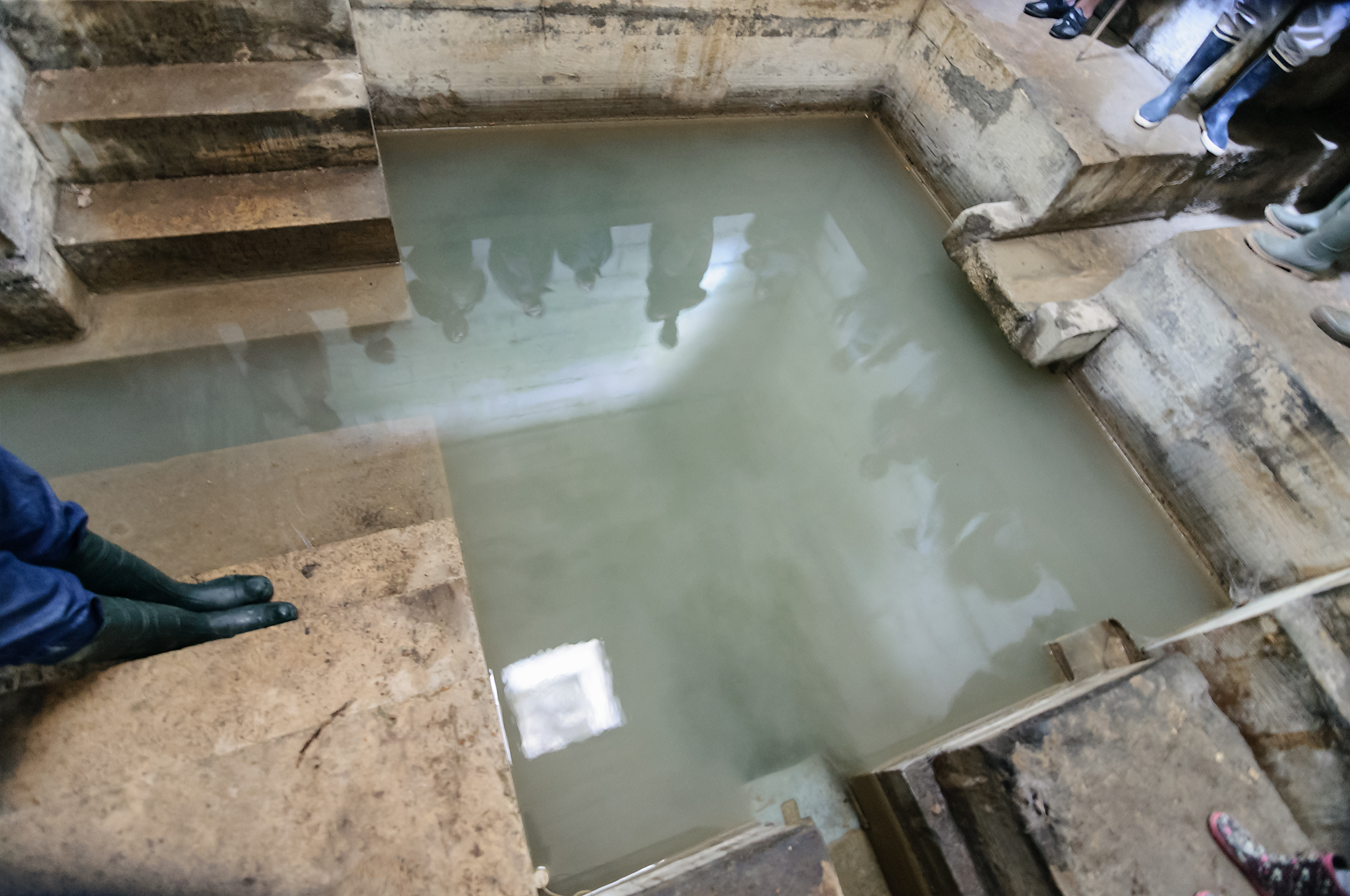
Bassin de décantation du regard n°1 de l'aqueduc Médicis (Rungis, France).

Si un liquide contenant des particules en suspension est laissé au repos, les particules tombent vers le fond ou remontent à la surface selon leur densité et leur diamètre, sous l’action combinée de leur poids et de la poussée d'Archimède,,.
Le liquide est appelé couramment « surnageant »,, alors les particules solides qui se sont déposées au fond du récipient constituent le « dépôt ».
Cette technique de séparation est surtout utilisée en bassin de décantation pour le traitement des eaux usées : désablage, déshuilage et récupération des boues. Ce qui peut poser des problèmes d'environnement quand ils contiennent des composés toxiques et qu'ils sont accessibles aux oiseaux aquatiques qui les confondent avec des milieux naturels. Une étude de 2020 a montré que les oiseaux (dont espèces-gibier) qui se posent sur les bassins de décantation de l'industrie du charbon pollués par de l'arsenic (As), du sélénium (Se) et du mercure (Hg) - après un séjour de 3 à 92 jours - n'ont pas bioaccumulé l'arsenic et le mercure, mais que leurs tissus musculaires, hépatiques et sanguins ont accumulé du sélénium durant la période d'exposition.

## Les limites de la décantation
Le processus cinétique de sédimentation peut prendre du temps (jusqu’à plusieurs mois, voire plusieurs années pour certains produits). Le formulateur peut être intéressé par des méthodes d’accélération ou des outils de caractérisation plus sensible que l'observation visuelle (technique de diffusion de la lumière, acoustique...),. Les mécanismes de séparation de phase sont provoqués par plusieurs phénomènes que l'on peut simplifier en deux catégories, la gravitation et la diffusion. Les méthodes thermiques consistant à stocker l'échantillon à une température supérieure à la température de stockage permettent d'augmenter les phénomènes de diffusion. La température ne doit pas excéder les températures critiques d’inversion de phase et de dégradations chimiques. L'élévation de la température permet également de simuler les conditions de stockage différents en fonction des saisons et lieu. Elle affecte la viscosité, mais également la tension interfaciale dans le cas des tensioactifs non-ioniques et plus généralement les forces d’interactions à l’intérieur du système. L'usage raisonné et éclairé de la centrifugation, de même que l'usage de la température requiert de rester en deçà des points critiques.
Lorsque la décantation est difficile ou lorsque l'on veut accélérer le processus on peut utiliser la centrifugation qui utilise la force centrifuge au lieu de la gravitation.
Un mélange liquide qui ne décante pas, bien que composé de liquides non miscibles ou de solides insolubles, s'appelle un colloïde. Par exemple dans le lait pasteurisé, contrairement au lait frais, la crème ne surnage pas sur le lait. Les particules de gras trop fines sont émulsionnées,,. Souvent la centrifugation suffisamment poussée permettra tout de même de forcer la décantation.

## Décantation du vin

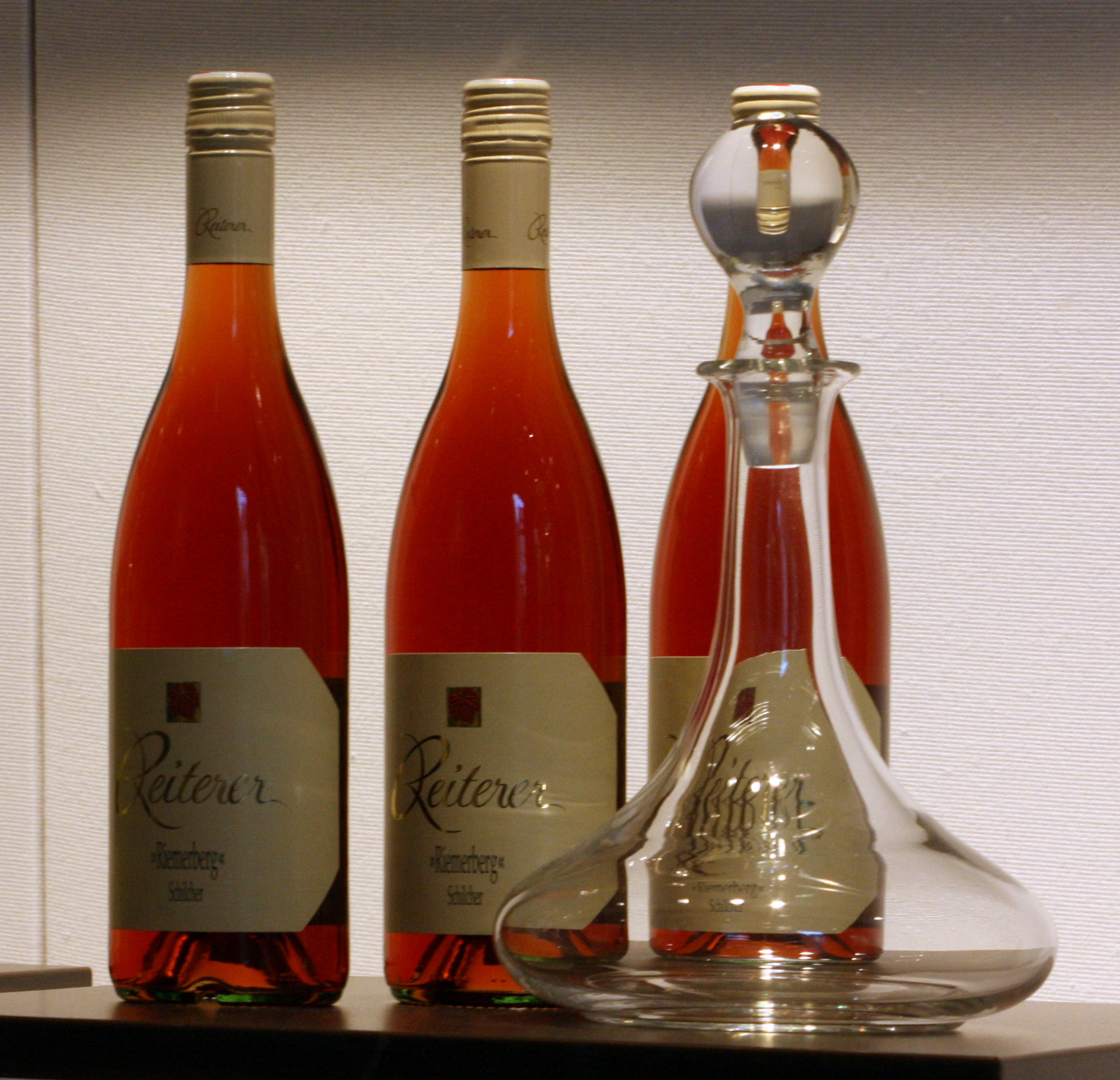
Un décanteur et trois bouteilles de vin.

Avec le vieillissement, les matières colorantes et les tanins du vin se dégradent pour former un solide, la lie, qui se détache du vin et se dépose. Lorsque ce dépôt est important on dit que la bouteille est « chemisée ».
Pour servir un vin clair, sans sédiments, on peut choisir de le laisser décanter dans sa bouteille ou dans une carafe à décanter. Mais il n'est pas toujours judicieux de décanter un vieux vin car cette opération peut le déstabiliser et l'altérer.

## Exemples de décantation
- La vinaigrette a tendance à se séparer avec une phase organique en surface (l'huile), une phase aqueuse (vinaigre) et un dépôt au fond constitué des ingrédients solides insolubles (épices).
- La peinture entreposée forme deux phases distinctes, l'une avec les pigments au fond, une autre en surface composée majoritairement de solvant.
- La lie est un dépôt solide qui peut se former dans le vin, la bière, etc.
- La sédimentation est une décantation naturelle des matières solides en suspension dans l'eau (sables et matières organiques)[3].